# Omar Molina
Luis Gonzalo Omar Molina, conocido simplemente como Omar Molina (Santo Tomé, Corrientes; 5 de abril de 1977) es un político argentino. De profesión Contador Público y egresado de la carrera de postgrado “Especialista en Contabilidad Superior y Auditoría” de la Facultad de Ciencias Económicas de la Universidad Nacional del Nordeste (UNNE).

## Biografía
Nació, en plena dictadura militar del Proceso de Reorganización Nacional, el 5 de abril de 1977 en la ciudad de Santo Tomé, Corrientes, Argentina. Debido a la afinidad política de sus padres y cuando apenas tenía seis meses de edad su familia se muda a la Provincia de Santa Cruz y luego a otras provincias. Pasa su adolescencia en la Provincia de Formosa. Desarrolla sus estudios secundarios en el Colegio Nacional "Gdor. Juan José Silva" de la ciudad de Formosa, finalizando en el año 1994, obteniendo el título de Bachiller Físico Matemático, luego de lo cual regresa a Corrientes e inicia sus estudios universitarios. De familia de cuna peronista, comenzó su incursión política desde muy joven militando en las filas de la Juventud Peronista. Luego de la Crisis de diciembre de 2001 en Argentina intensifica su militancia política integrando la Corriente Peronista liderada a nivel provincial por Hugo Perié y Tamandaré Ramírez Forte y por Néstor Kirchner a nivel nacional. Por esos años fue el referente de la juventud de dicha línea en la provincia de Corrientes.

## Actividad profesional y cargos públicos
Una vez recibido como Contador Público abre en sociedad su propio estudio contable.
Al mismo tiempo inicia su recorrido por diversos cargos públicos. Se desempeña desde el año 2004 como consultor experto del Programa de Naciones Unidas para el Desarrollo (PNUD). 
En el año 2005 asume el cargo de Gerente de Empleo y Capacitación Laboral de la Provincia de Corrientes en el ámbito de la Secretaría de Empleo del Ministerio de Trabajo, Empleo y Seguridad Social de la Nación.
A mediados del año 2006 es designado Coordinador de Políticas de Empleo de la Secretaría de Empleo del Ministerio de Trabajo, Empleo y Seguridad Social de la Nación. 
A fines del año 2009, tras la histórica victoria del Frente para la Victoria, asume como Subsecretario de Políticas de Inserción Laboral del Municipio de la Ciudad de Corrientes, cargo que ocupa a lo largo de toda la gestión del intendente peronista Camau Espínola. Durante ese periodo la Oficina de Empleo Municipal bajo su órbita es destacada por su labor por la Organización Internacional del Trabajo (OIT).

## La Corriente Peronista
A principios del año 2002 se incorpora a la Corriente Peronista y acompaña a  Hugo Perié y Tamandaré Ramírez Forte y otros dirigentes de esta línea interna partidaria que impulsa en la Provincia de Corrientes la candidatura a Presidente de la Nación de Néstor Kirchner cuando este era aún gobernador de la provincia de Santa Cruz.  La Corriente Peronista, línea interna del peronismo fundada por Néstor Kirchner en pocos años se convierte en uno de los sectores más fuertes del peronismo correntino.
Este sector interno del peronismo nacional, debido a su composición con parte de dirigentes y cuadros políticos de todo el país, pasó a ser conocido como la Corriente Peronista Federal y nuclea a nivel nacional entre otros dirigentes a José Salvini, Luis Ilarregui, Osvaldo Nemirovsci, José Mongeló, Juan Manuel Irrazabal, Eduardo Cavadini, Remo Carlotto, Homero Bibiloni, Adriana Robles, Alfredo Antonuccio,  Sergio Berni entre otros. Aunque es más conocida simplemente como “La Corriente”.

## Carrera política
Forma parte del órgano máximo partidario como Congresal del distrito Capital del Partido Justicialista de la Provincia de Corrientes cargo partidario en el que fue elegido en dos oportunidades.
A fines de ese año y tras la victoria electoral del Partido Justicialista y sus aliados del Frente para la Victoria en la capital correntina es designado por el nuevo intendente comunal Camau Espínola Subsecretario de Políticas de Inserción Laboral, cargo en el que se desempeñaría desde el 10 de diciembre de 2009 hasta la finalización de la exitosa gestión de Camau. Siendo uno de los pocos funcionarios que iniciaron y terminaron la misma de forma ininterrumpida. 
En el año 2013, se presentó en las elecciones como candidato a Concejal, de la capital correntina, siendo elegido en las elecciones generales de septiembre de ese año. El 10 de diciembre jura como Concejal y ese mismo día es investido inmediatamente por sus pares como Vicepresidente 1.º y por lo tanto integrante de la Mesa Directiva del Honorable Concejo Deliberante de la Ciudad de Corrientes. Al iniciarse la actividad parlamentaria pasa a integrar las estratégicas comisiones de Legislación, Asuntos Constitucionales y Juicio Político, de Hacienda Impuestos, Tasas y Presupuestos y la de Póderes, Acuerdos y Reglamentos, en esta última como Presidente. En el año 2017 es reelecto en el cargo de
Concejal de la ciudad. Asimismo a nivel partidario es elegido como miembro de la mesa de conducción del Congreso del Partido Justicialista como Secretario de la misma.
Omar Molina se ha mostrado crítico al oficialismo de Corrientes (Encuentro por Corrientes) calificándolo como “un total fracaso en materia de políticas públicas que produjo un deterioro estrepitoso en la provincia" tras los datos que ubicaban a Corrientes como la provincia más pobre y con mayor indigencia de Argentina tras 30 años de gobiernos radicales
En el año 2022 es nombrado como Director Regional NEA del Ministerio de Trabajo, Empleo y Seeguridad Social de la Nación con responsabilidad sobre las dependencias de este ministerio en las provincias de Chaco, Corrientes, Formosa y Misiones, cargo que ocupó hasta la finalización de la gestión justicialista nacional. 
Actualmente es candidato a diputado provincial y electo Consejero en la conducción del Partido Justicialista correntino.